# Nallachius americanus
Nallachius americanus là một loài côn trùng trong họ Dilaridae thuộc bộ Neuroptera. Loài này được McLachlan miêu tả năm 1881.